# Episodi di The Unusuals - I soliti sospetti
La prima e unica stagione della serie televisiva The Unusuals - I soliti sospetti è stata trasmessa negli Stati Uniti dal canale ABC dall'8 aprile 2009 al 17 giugno 2009.
In Italia la serie è andata in onda su Sky Uno dal 21 gennaio 2011 al 26 marzo 2011.
| nº | Titolo originale | Titolo italiano       | Prima TV USA   | Prima TV Italia  |
| -- | ---------------- | --------------------- | -------------- | ---------------- |
| 1  | Pilot            | Pilota                | 8 aprile 2009  | 21 gennaio 2011  |
| 2  | Boorland Day     | Questioni di famiglia | 15 aprile 2009 | 28 gennaio 2011  |
| 3  | One Man Band     | Negozio omicidi       | 21 aprile 2009 | 4 febbraio 2011  |
| 4  | Crime Slut       | Senza memoria         | 22 aprile 2009 | 11 febbraio 2011 |
| 5  | 42               | Partita a scacchi     | 29 aprile 2009 | 18 febbraio 2011 |
| 6  | The Circle Line  | Furto di identità     | 6 maggio 2009  | 25 febbraio 2011 |
| 7  | The Tape Delay   | Una botta di vita     | 29 maggio 2009 | 4 marzo 2011     |
| 8  | The Dentist      | Allarme bomba         | 6 giugno 2009  | 11 marzo 2011    |
| 9  | The Apology Line | Apology Line          | 10 giugno 2009 | 19 marzo 2011    |
| 10 | The E.I.D        | Terapie di coppia     | 17 giugno 2009 | 26 marzo 2011    |